# Human Rights and Democracy Movement
Human Rights and Democracy Movement er et politisk parti i Tonga. Dets leder er Uliti Uata, og ved parlamentsvalget i 2005 fik det 7 ud af 9 mandater; parlamentet har imidlertid 21 medlemmer mere, valgt af bl.a. adelen, så til trods for at et klart flertal af befolkningen støtter partiet, har det ikke flertal i den lovgivende forsamling.